# Elsenheim
Elsenheim es una localidad y comuna francesa, situada en el departamento de Bajo Rin en la región de Alsacia. Tiene una población de 679 habitantes y una densidad de 71 h/km².